# Oklundahällen

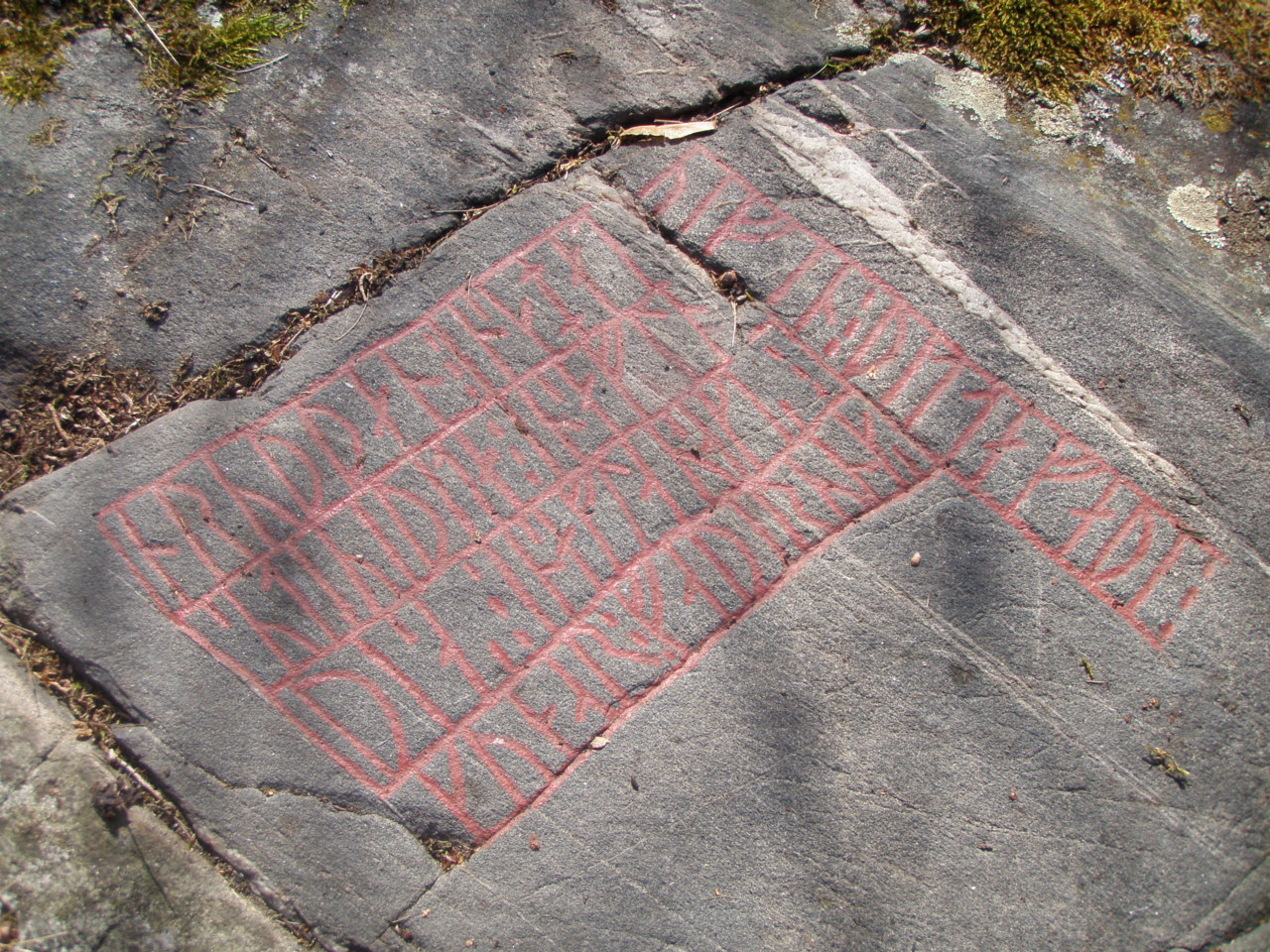
Oklundahällen

Der Runenstein Oklundahällen (Samnordisk runtextdatabas Ög N288 und Ög ÖR1980;19) ist eine Runenplatte aus der Wikingerzeit (800–1050 n. Chr.) in Oklunda bei Östra Husby, östlich von Norrköping in Östergötland in Schweden. 

## Beschreibung
Es ist eine flache, scharf geschnitzte, rot ausgemalte Ritzung auf einem Felsaufschluss.  Sie befindet sich auf einer glatten, leicht abfallenden Oberfläche aus feinkörnigem grauen Gestein und besteht aus 4,0 bis 4,5 cm hohen Runen in vier eng beieinander liegenden Reihen von 24 bis 28 cm Länge, sowie einer Querreihe. 
Sie stammt aus dem 8. Jahrhundert und wird als ungewöhnlich angesehen, da sie, nicht dem üblichen Muster folgend, einen Gedenkstein betrifft. Seit der Entdeckung der Schnitzerei wurde diskutiert, wie der Text interpretiert werden soll und wo er beginnt, was zu Problemen beim Lesen führte. Die Interpretationen sind aber bis auf bestimmte Wörter im Großen und Ganzen gleich. Wichtig ist in diesem Zusammenhang, dass jede die Interpretation hat, dass Gunnar floh und „Schutz in diesem Vi gesucht hat“.

## Anmerkung
1. ↑  Vi bedeutet heiliger Ort oder Heiligtum und kommt in einer Reihe Altsprachen wie Dänisch, Deutsch, Gotisch, Norwegisch und Sächsisch vor – sh. Viborg.